# Xenimpia linearis
Xenimpia linearis är en fjärilsart som beskrevs av W. Warren 1897. Xenimpia linearis ingår i släktet Xenimpia och familjen mätare. Inga underarter finns listade i Catalogue of Life.